# Muzeum Etnograficzne w Poznaniu
Muzeum Etnograficzne w Poznaniu – oddział Muzeum Narodowego w Poznaniu, muzeum etnograficzne. Mieści się w budynku dawnej loży masońskiej przy ul. Grobla 25. 26 czerwca 1821 odbył się tutaj pierwszy koncert Karola Lipińskiego. Obecny budynek wzniesiony został na początku XIX wieku. Został wpisany do rejestru zabytków pod numerem wpisu A019 w dniu 22 października 1953.
Jako oddział Muzeum Narodowego w Poznaniu jest wpisane do Państwowego Rejestru Muzeów, prowadzonego przez ministra właściwego do spraw kultury i ochrony dziedzictwa narodowego, zgodnie z art. 13 ustawy z dnia 21 listopada 1996 r. o muzeach.

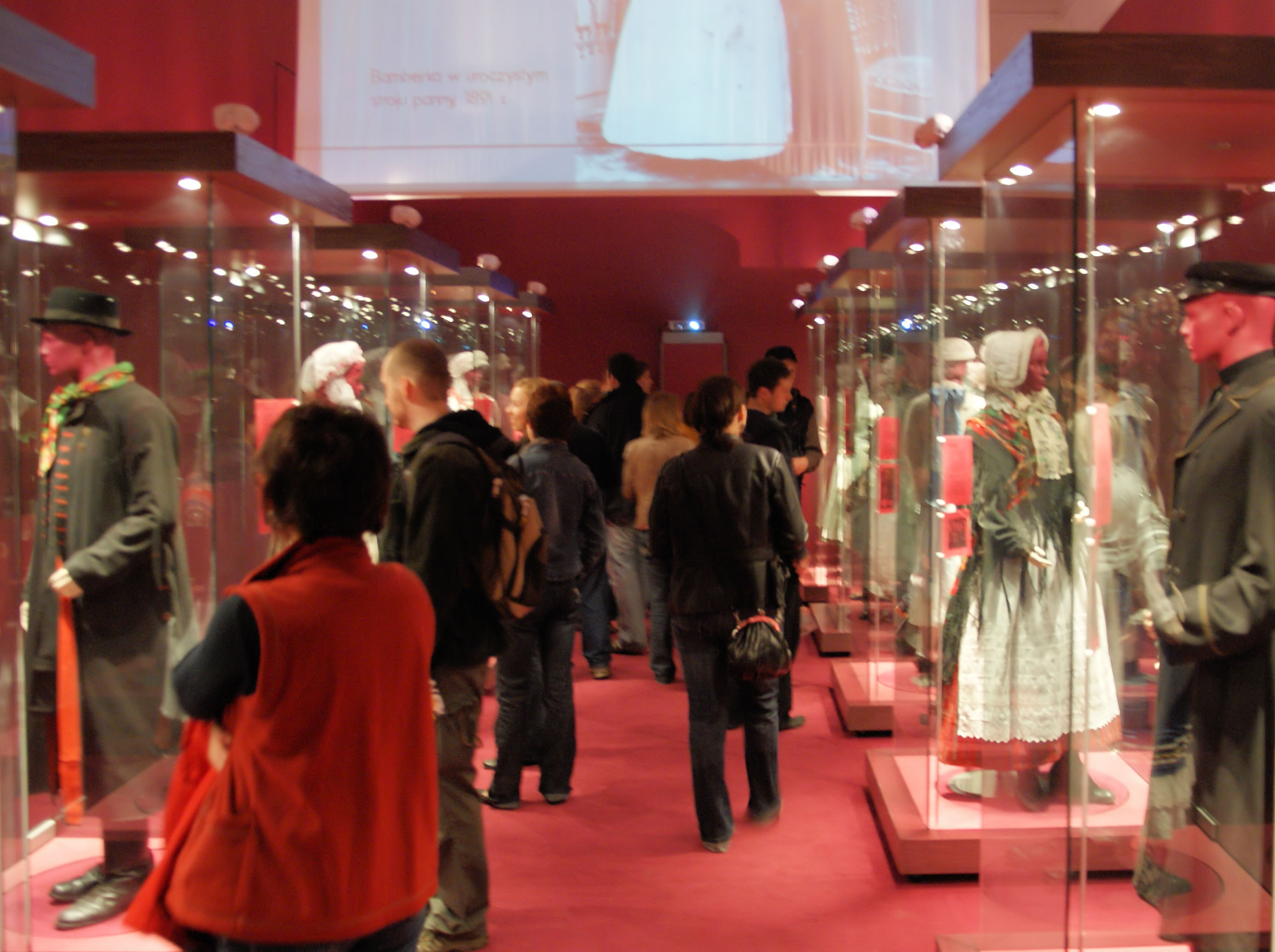
Wystawa w Noc Muzeów (2009)

Muzeum otwarto 7 czerwca 1987 przy udziale wiceminister Krystyny Marszałek-Młyńczyk.
W muzeum zgromadzono zabytki wielkopolskiej kultury ludowej. Ekspozycja stała to: Sztuka ludowa w Wielkopolsce – rzeźba, malarstwo, stroje, hafty, zdobnictwo (ceramika, drewno) oraz rekwizyty obrzędowe i instrumenty muzyczne z XIX i XX wieku.
Przed otwarciem muzeum mieściła się tutaj siedziba Domu Spożywców, otwartego 15 sierpnia 1945. Obiekt wyremontowano wtedy nakładem 80 000 złotych, pochodzących ze składek Związku Zawodowego Pracowników Przemysłu Spożywczego.